# Xã Belle, Quận Edmunds, South Dakota
Xã Belle (tiếng Anh: Belle Township) là một xã thuộc quận Edmunds, tiểu bang Nam Dakota, Hoa Kỳ. Năm 2010, dân số của xã này là 145 người.